# 沙梁坡墓群
沙梁坡墓群，位于山西省天镇县城南5公里沙梁坡上，俗称“慌粮堆”，是汉代戍边将士的陵墓群。墓葬分布在东到师家梁、南到米薪关、西到孤峰山、北到路八里的广阔区域内，占地面积70万平方米左右。现存四十余冢。2006年国务院公布为第六批全国重点文物保护单位。
1991至1992年的发掘工作了出土一些汉代铜制品和陶制品，包括铜镜、环首刀、陶壶等。